# Jens-Ove Heckel

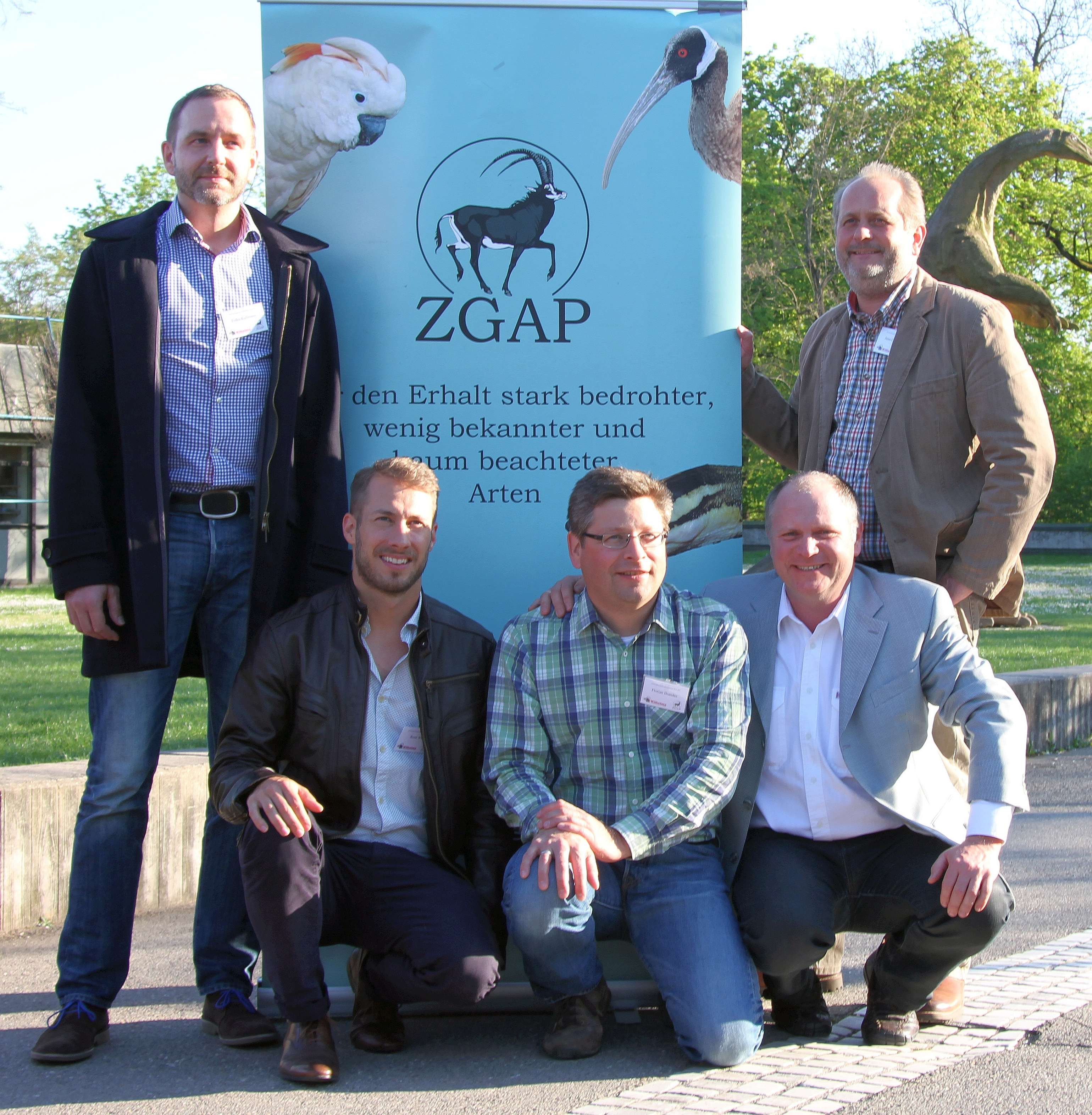
Rechts: Jens-Ove Heckel, 2015 auf einer Tagung der ZGAP

Jens-Ove Heckel (geboren 1966) ist ein deutscher Tierarzt, Artenschützer und Direktor des Zoos Landau in der Pfalz.

## Leben
Er studierte Tiermedizin. 1998 veröffentlichte er zum Thema Verbreitung und Epidemiologie des Hepatitis-B-Virus in Primatenbeständen seine Dissertation, die von C.-P. Czerny, vom Institut für Medizinische Mikrobiologie, Infektions- und Seuchenmedizin der Tierärztlichen Fakultät der Universität München betreut wurde. Seit 2000 ist er der Direktor des Zoos Landau. 2013 erhielt er einen Lehrauftrag im Rahmen des Studienfach Naturschutzbiologie an der Universität Koblenz-Landau. Er möchte bei seinen Vorlesungen Tierarten vorstellen, die weithin unbekannt und selten sind. Heckel ist seit 2012 erster Vorsitzender der Zoologischen Gesellschaft für Arten- und Populationsschutz e.V. Arbeitsschwerpunkt der ZGAP ist der Artenschutz von wenig bekannten und medial vermarkteten Arten. Im Februar 2014 verteidigte er die Tötung und anschließende öffentliche Zerlegung und Verfütterung einer für die Weiterzucht in Zoos überschüssige Giraffe im Zoo von Kopenhagen, die weltweit Aufsehen erregte. „Im Rahmen der Zuchtprogramme entsteht zwangslos Überschuss.  Es war keine eigenmächtige Entscheidung, sondern von dem Kopenhagener Zoo wohldurchdacht.“ Und er weist darauf hin, dass in jedem Zoo gezüchtete Tiere verfüttert werden: „Wenn Führungen bei uns am Streichelzoo vorbeiführen, heißt es ‚Um die Ziegen bemühen wir uns mit großer Liebe, so lange sie leben, aber es wird der Tag kommen, wo 95 Prozent von ihnen geschlachtet sein werden. Und die werden Sie bei unseren Geparden finden. Es ist einfach hochinteressant, wie eine Gepardenmutter mit ihren Jungen daran frisst.‘“ Heckel ist Mitglied der Antelope Specialist Group der IUCN.
Er ist Zuchtbuchführer des Prinz Alfred-Hirsches.

## Schriften
- Verbreitung und Epidemiologie des Hepatitis-B-Virus in Primatenbeständen. Hochschulschrift  München, Univ., Diss., 1998 Zusammenfassung/Abstract: Uni München, www.zoodirektoren.de
- Erlebnis: Zoo Landau! Tieren auf der Spur ... Zoo Landau in der Pfalz. 2003
- mit Gerhard Blumer und Günter Fengler: Zoochronik, Jubiläumsjahr 2004. seit 100 Jahren: Tieren auf der Spur ...; 100 Jahre Zoo Landau in der Pfalz. Landau in der Pfalz: Zoo 2004
- (Hrsg.) Tagungsbericht. 32. Arbeitstagung der Zootierärzte im Deutschsprachigen Raum 2012: Landau in der Pfalz. Münster, Schüling, 2013
- mit Gudrun Hollstein: Bildung und Artenschutz - zwei wichtige Säulen des Landauer Zoos. Zoo-Magazin / Süd. - 4 (2001), 1, S. 49–51 2001 ZDB-ID 1481050-5